# Silpheed
Silpheed (シルフィード?, Shirufīdo) è un videogioco sviluppato da Game Arts e pubblicato nel 1986 per NEC PC-8801. Il gioco ha ricevuto conversioni per diversi home computer e una versione per Sega CD. Del videogioco esiste un seguito per PlayStation 2 dal titolo Silpheed: The Lost Planet.

## Trama
Ambientato nell'anno 3032, bisogna manovrare il prototipo SA-08 Silpheed per affrontare il terrorista Xacalite.

## Modalità di gioco
Sparatutto a scorrimento verticale, si differenzia dagli altri titoli contemporanei per la grafica 2.5D e per l'assenza delle vite, sostituite da uno scudo dotato di punti ferita. Nel gioco è possibile raccogliere vari tipi di armi e power-up.
Nella versione per PC-88 sono inoltre presenti due minigiochi.